# Hokuto no ken
A Hokuto no ken (北斗の拳, ’A Göncöl ökle’) egy poszt-apokaliptikus és harcművészeti témájú sónen manga- és animesorozat Hara Tecuo és Buronszon tollából. A manga kétszáznegyvenöt fejezetét a Shueisha közölte le a Súkan Sónen Jump magazinban 1983 és 1988 között, és került kiadásra huszonhét tankóbon kötetben, majd a kilencvenes évek során több újrakiadást is megélt.
A manga története egy fiktív huszadik század végi világban játszódik, ahol egy nukleáris robbanás sivatagossá változtatta a Földet, és elsöpörte a modern civilizációt. A főszereplőt Kensirónak hívják, aki a fiktív küzdőstílus, a hokuto sinken örököse, a történet erkölcsi hőse és egyben legkegyetlenebb harcosa is. Habár nemes lelkű, a hokuto sinken technikáival a lehető legvéresebb halállal bünteti meg a gonoszokat. Kensiró a sorozat alatt leszámol valamennyi múltbéli ellenségével, beleértve a „testvéreit” is, akikkel közösen gyakorolták a hokuto sinkent.
A sorozatból a Toei Animation készített százötvenkét részes, két szakaszra osztott animesorozatot, melyet a Fuji TV-n sugároztak 1984 és 1988 között. A Hokuto no ken sikere miatt számtalan spin-offot kapott, OVA-t, egy élőszereplős amerikai filmadaptációt és megannyi videójáték-adaptációt. A mangasorozatot Amerikában többször is próbálták kiadni, de a kiadás nem volt sikeres. Először a Viz Communications próbálta megjelentetni a mangát havi rendszerességgel, majd a Gutsoon! Entertainment is megpróbálta kiadnia köteteket színezve, de egyik kiadás sem lett befejezve. Az anime változatokat viszont sikerrel vetítették az amerikai televíziók.
Magyarországon se a manga, se az animesorozat nem került bemutatásra a franchise-ból. Egyedül az 1995-ös Pusztító ököl című amerikai akciófilm került levetítésre.

## Cselekmény
A cselekmény egy alternatív huszadik századi világban játszódik, melyet nukleáris katasztrófák változtattak kietlen pusztasággá. Az erősebbek elnyomják a gyengéket, a pénz elértéktelenedik, és a pusztuló világ fölötti uralmat megalomániás hadurak és bandák próbálják magukhoz ragadni.
Kensiró, az orgyilkosságra kifejlesztett hokuto sinken küzdőstílus jogos örököse vándorként járja a pusztaságot, hogy segíthessen a rászorulókon. Épp vizet keres, mikor leütik, és bebörtönözik, ahol egy Lin nevű néma kislánynak visszaadja a beszéd képességét. A falut egy motoros banda támadja meg, akiket Kensiró győz le. Lin és egy fiatal tolvaj, Bat csatlakozik hozzá, és együtt folytatják útjukat. A későbbiekben összeütközésbe kerül a KING nevű szervezettel, mikor megtudja, hogy azok vezetője nem más, mint nemezise, a nanto szeiken stílus mestere, Sin. Sin és Kensiró régen barátok voltak, és ápolták a nanto szeiken és a hokuto sinken gyakorlói közötti barátságot, mígnem Sin barátja ellen nem fordult. Sin elszakította Kensirót menyasszonyától, Juriától, és ő sebezte meg hétszer a férfit. Kensiróban feléled a bosszúvágy, és elhatározza, hogy megöli Sint, és visszaveszi Juriát. Sok viszontagság után Kensiró megküzd Sinnel, és viszonylag könnyedén legyőzi, de rájön, hogy Juria öngyilkos lett. Sin temetése után megbocsátja barátjának az árulást.
Sin legyőzése után kezdődik meg a történet második fejezete, melyben Kensiró új szövetségre tesz szert Mamija, a katonanő, és Rei, a nanto szuicsóken örökösének személyében. Tőlük szerez tudomást arról, hogy mindhárom, a hokuto sinkent tanuló „fivére” életben van. A harmadik fivér, Dzsagi, egy valódi vandál, aki igyekszik mindenhol Kensiró rossz hírét kelteni, és ő a felelős azért, hogy Sin Kensiró ellen fordult. Ezt szánta bosszúnak azért, amiért nem őt, hanem Kensirót választották a hokuto sinken örököséül. Az ő elpusztítása után Kensiró az udvarias Tokival találkozik, aki gyógyítóként kamatoztatja képességeit. Toki a második fivér a sorban, így mikor Kensiró tudomására jut, hogy Cassandra városában tartják fogva, rögvest „testvére” megmentésére siet. A kiszabadulása után Toki elmondja Kensirónak, hogy az első fivér, Raó, a négy fivér közül a legidősebb egy kegyetlen hadúr lett Kenó néven, aki uralni akarja a háború utáni világot. Kensiró és Raó összemérik erejüket, de megszakítják a küzdelmet, mert egyikük sem képes már folytatni. Rei egy küzdelme után megsérül, de élete hátralévő részében megkeresi és legyőzi ellenségét, a nanto kókakuken mesterét, Dzsudát. Dzsuda volt az, aki Mamiját meggyötörte a múltban. A harc után Rei is bevégzi, és békésen hal meg. Kensiróban újra felizzik a gyűlölet, és megfogadja, hogy a nanto szeiken összes követőjét kivégzi. Ekkor kezdődik meg a történet harmadik fejezete.
Míg Raó gyengélkedik, egy új diktátor próbálja átvenni a helyét, a nanto hóóken mestere, Souther. Souther spártai harcosokra emlékeztető seregével igyekszik magához ragadni a hatalmat, és kikiáltja magát Szent Császárrá. Kensiró csatlakozik az ellene szervezkedő mozgalomhoz, melyet Sú vezet, a nanto hakuroken mestere és egyben Kensiró életének megmentője. Sú saját magát vakította meg, hogy cserébe Souther engedje el a még gyerek Kensirót. Sú elfogása és kivégzése után Kensiró összecsap a császárral. Első küzdelmükkor alulmarad, de a második csatájukat már megnyeri a hokuto sinken legerősebb technikáinak egyikével. Souther halála után Raó felépül a sérüléseiből, és újra magához akarja ragadni a hatalmat. Toki megpróbálja legyőzni őt, de alulmarad a fivére ellen vívott harcban. Végül a betegségébe pusztul bele, ezzel akaratlanul is megtéve Kensirót az egyetlenné, aki képes megállítani Raót.
A nanto utolsó tábornokának felbukkanása váratlanul éri Kensirót, még inkább az, hogy mellette óhajt részt venni a Raó ellen vívott küzdelemben. Mindkét harcművész rájön, hogy a tábornok valódi kiléte Juria, Kensiró halottnak hitt menyasszonya. Csaták sorozata után Kensiró és Raó megküzdenek egymással, a harcot pedig Kensiró nyeri. Győzelme azonban keserédes, mert Juriát egy halálos vírus támadta meg, amely nem gyógyítható. Raó szimpátiából manipulálja Juria egyik nyomáspontját, így meghosszabbítva az életét néhány évvel. Kensiró elbúcsúzik a barátaitól, hogy Juria utolsó éveit szerelme mellett tölthesse.
A Raó legyőzése utáni béke rövid életűnek bizonyul. Kensiró csatlakozik Bathez és Linhez, hogy együtt küzdjenek meg a Birodalommal Hokuto Hadsereg fedőnév alatt. A Hokuto Hadsereg kiszabadítja a jogos uralkodót, Rui hercegnőt, aki Lin ikertestvére. Lint elrabolják a gento kóken mesterének, Dzsakónak az emberei, és a Shura Királyságba viszik, Kensiró szülőhelyére. A királyságot három hadúr irányítja, és mindhárman a hokuto rjúken nevű küzdőstílust gyakorolják, mely a hokuto sinken egyik ága. Kensiró legyőzi Hant, a leggyengébbet a hadurak közül, majd megtudja, hogy Hjó, a második hadúr az ő biológiai testvére. Kensiró és Hjó küzdelme megszakad, mert a két testvér képtelen egymás elpusztítására. Kensiró megküzd a legerősebbel, Kaióval, aki Raó biológiai bátyja. A harc Kaió legyőzésével végződik. Kaió és Hjó kibékülnek, majd mindketten elhunynak.
Kensiró kiszabadítja Lint, és Bat gondjaira bízza, ő maga pedig nekivág egy nagy kalandnak Raó árva fiával, Rjúval. A kalandjuk után Kensiró utoljára rákényszerül, hogy megküzdjön múltbéli ellenségével, Bolge-dzsal, hogy megvédje a fiatalok boldogságát.

## A sorozat megszületése és az alkotói folyamat
Hara Tecuo állítása szerint a szerkesztőjétől, Horie Nobuhikotól származik a manga ötlete. Horie javasolta, hogy a cselekmény szóljon egy olyan harcművészről, aki az ellenségeit a testük nyomáspontjainak eltalálásával pusztítja el. Ez akkor jutott eszébe, mikor Hara a harcművészetről és az akupunktúráról való ismereteiről beszélt neki. Mielőtt a Hokuto no ken elindult, Harának nehezére esett betörnie a piacra. Korábbi sorozatát, az Tecu no Don Quixotét tíz héttel az indulása után kivették a magazinból. A Hokuto no ken prototípus one-shot fejezetét 1983 áprilisában közölte le a Fresh Jump, melyet a Hokuto no ken II követett a júniusi számban. Mindkét fejezet bekerült a Tecu no Don Quixote második kötetébe.
Mivel a két one-chotot jól fogadták a Fresh Jump olvasói, Harát felkérték, hogy heti rendszerességgel készítsen Hokuto no ken fejezeteket, immáron sorozatosan, és a Súkan Sónen Jump hasábjaira. Buronszont bízták meg, hogy dolgozzon vele a sorozat készítésén, mint író. A cselekményt is megváltoztatták. Az 1980-as években játszódó, valós élet béli miliőt felváltotta a poszt-apokaliptikus világ, és Kensiró középiskolás fiatalemberből egy idősebb, könyörtelenebb szereplő lett, akit Bruce Lee inspirált. A Hokuto no kent eredetileg három évesnek szánták, de a sikerre való tekintettel öt évesre módosították a publikálást.

## Médiamegjelenések

### Manga
A Hokuto no ken első fejezete az 1983-ban jelent meg a Súkan Sónen Jump című mangamagazinban, és heti rendszerességgel futott egészen 1988-ig. A sorozat fejezeteit a Shueisha adta ki Jump Comics logóval, és huszonhét kötetbe gyűjtve. Az 1990-es években a kiadó újra kiadta a Hokuto no kent tizenöt kötetes, keményfedeles aizóban, és bunkoban formátumban. A köteteket a Shogakukan is kiadta 2006-ban, kanzenban formátumban, Big Comics Selection logóval ellátva, tizennégy kötetre összesűrítve. A kanzenban kötetek a Súkan Sónen Jump magazinban is megjelent, vízfestékkel festett, színes lapokat is tartalmazzák. Kiadták még huszonhét „kötetes” e-könyvként is, fizetősen letölthető formában.
A manga első tizenhat fejezetét a Viz Communications adta ki nyolcszámos havi képregényként 1989-ben angol nyelven, melyeket egy kötetre összesűrítve adtak ki újra 1995-ben, Fist of the North Star címmel. Még ugyanabban az évben folytatták a számok megjelentetését. A képregények 1997-ig jelentek meg, majd a már leközölt fejezeteket kiadták három, tradicionális kötetbe gyűjtve. A második angol kiadás a Gutsoon! Entertainment nevéhez köthető, akik Fist of the North Star: Master Edition címszó alatt kiadták a manga köteteit új borítókkal és színes lapokkal, melyeket maga Hara Tecuo készített csak ennek a kiadásnak a részére. A leglényegesebb különbség a két angol kiadás között az volt, hogy a Master Edition már nem tükrözte az oldalakat, így a mangánál megmaradt az autentikus jobbról balra olvasati irány. Ez a kiadás 2002-től 2003-ig jelent meg, csupán a manga első kilenc kötetét sikerült kiadni. Ennek oka a Gutsoon! Entertainment kiszállása volt az Észak-Amerikai piacról. A manga angol nyelven, hivatalos fordításban azóta sem lett kiadva teljesen.

### Spin-offok
Hara Tecuo 2001-ben tért vissza a sorozathoz, hogy elkészítse annak előzménysorozatát, a Szóten no ken-t. Ezt a sorozatot már a Súkan Comic Bunch magazin hasábjain lehetett olvasni, mert már szeinen besorolásúnak szánták, míg a Hokuto no ken sónen volt. A történet a második kínai-japán háború idején játszódik, az 1930-as évek végén, főszereplője pedig Kensiró „nagybátyja” és névadója, a hokuto sinken akkori mestere, Kaszumi Kensiró. A Szóten no kent a Gutsoon! Entertainment kezdte meg angolul leközölni a Raijin Comics nevet viselő mangaangolúgiájukban, Fist of the Blue Sky címmel. Japánban a manga 2010-ig futott, és összesen huszonkét kötet jelent meg belőle. Angol nyelven a mangasorozatnak csak az első négy kötetét adták ki, mert a kiadó kivonult az amerikai piacról.
Az eredeti manga is rengeteg spin-off kötetet tudhat magáénak, melyeket már a Súkan Comic Bunch (majd később a Big Comics Superior) magazinban publikáltak a készítők. Ezekre a spin-offokat Hokuto gaidenként szokták emlegetni, mert a történet karaktereinek hátteréről szólnak. Egyik történetet sem az eredeti szerzők alkották, hanem más mangakák 2006 és 2010 között. Egyes gaiden kötetek több kötetig is kitartottak, némelyikből még anime adaptáció is készült.
- Ten no haó – Hokuto no ken: Raó gaiden (rajzoló: Oszada Jókó)
- Hokuto no ken: Juria gaiden – Dzsibo no hosi (rajzoló: Kaszai Ajumi)
- Szókoku no garó: Hokuto no ken – Rei gaiden (rajzoló: Nekoi Jaszujuki)
- Sirogane no szeija: Hokuto no ken – Toki gaiden (rajzoló: Nagate Juka)
- Gokuaku no hana: Hokuto no ken – Dzsagi gaiden (rajzoló: Hiromoto Sinicsi)
- Hokuto no ken: Dzsúza gaiden – Hókó no kumo (rajzoló: Kakurai Missile)

### Anime
A Hokuto no kenből a Toei Animation készített animesorozatot Szeikimacu kjúszeisu denszecu: Hokuto no ken címmel. Az animesorozat 1984. október 4. és 1987. március 5. között volt látható a Fuji Television műsorán. A százkilenc epizódot szinte azonnal bővítették a folytatással, a Hokuto no ken 2-vel, melyet 1987. március 13. és 1988. február 18. között vetítettek, hozzáadva még negyvenhárom epizódot a sorozathoz. A japán Animax azóta többször is újravetítette.

### Egész estés animációs filmek és OVA-sorozatok
Az első mozifilmet az animesorozat alapján készítették, ellátva azonos címmel. A Toei Animation által elkészített filmet 1986. március 8-tól kezdték vetíteni a japán mozikban, és ugyanaz a stáb dolgozott rajta, akik a sorozat munkálataiban is részt vettek. A cselekmény kezdetétől Kensiró és Raó első összecsapásáig dolgozták fel a mangát, több dolgot is átalakítva, megváltoztatva. Az angol szinkronos változatot először 1991-ben adta ki Észak-Amerikában a Streamline Pictures, majd Európában és Ausztráliában is kiadták 1994-ben, immáron a Manga Entertainment forgalmazásában.
Egy három epizódos OVA is megjelent belőle, Sin Hokuto no ken címmel, az OB Planning gondozásában. A három rész feldolgozta az egyik Hokuto no kenből készült regényt, a Dzsubaku no macsit. Az angol szinkronos változat 2004-ben készült el, az ADV Films megrendelésében.
A North Stars Pictures és a TMS Entertainment 2005-ben jelentette be egy öt részből álló, a huszonötödik évforduló alkalmából készített sorozatot, a Sin kjúszeisu denszecu Hokuto no kent. A sorozat három mozifilmből és két OVA-ból áll össze, melyeket 2006 és 2008 között forgattak.

### Regények
Az első, a franchise-on alapuló regényt az eredeti alkotók készítették Sószecu Hokuto no ken: Dzsubaku no macsi (小説·北斗の拳 呪縛の街, Hokuto no ken regény: Az elátkozott város) címmel, melyet 1996. december 13-án adott ki a Jump Novel. Ezt később feldolgozták egy három epizódos OVA formájában, Sin Hokuto no ken címmel. A Sin kjúszeisu denszecu Hokuto no ken: Raó den – Dzsun ai no so című mozifilmből és készült egy regény, Szakaki Eiicsi tollából, melyet a Tokuma Novels adott ki 2006. március 10-én.
Két mobiltelefonos regényt tettek közzé a Hokuto no ken DX című weboldalon. Az első a Raó gaiden címet viselte, melyet az azonos című mangából készítettek, ellenben a Kensiró gaidennel, mely már Higasi Dzsotaro eredeti regénye.

### Élőszereplős film
A franchise Amerikában is óriási népszerűségnek örvendett az animesorozatnak köszönhetően, ezért Tony Randel (Peter Atkins és Wynne McLaughlin forgatókönyvéből) megrendezte a Hokuto no ken élőszereplős adaptációját, a Pusztító ököl (Fist of the North Star) című filmet 1995-ben. A film aránylag hitelesen viszi vászonra a manga történetének első szakaszát, bár több apróságot és a befejezését is megváltoztatja. A főszerepet Gary Daniels (Kensiró), Costas Mandylor (Sin) és Vasio Iszako (Juria) játszották. A film kizárólag otthoni lejátszásra jelent meg, se a televízió, sem a mozik nem vetítették, bár a premierje az HBO-n volt. A japán szinkronos változat különlegessége, hogy az animesorozatban hallható színészek közreműködtek együtt a szinkron elkészítésében.

### Ai o torimodosze
Az Ai o torimodosze!! (愛をとりもどせ!! „Vedd vissza a szerelmed!”) a sorozat első openingjének zeneszáma, és a Crystal King nevű japán rockzenekar játszotta. A szöveget Monsieur Josiszaki énekelte, a kórust pedig Tanaka Maszajuki. A dal ismert még YOU va SHOCK (YOU は SHOCK jú va sokku, ford. Sokkolva vagy) címen is, köszönhetően az első sornak.
A szám egy ajándék extraként szerepel a Dzsisszen PachiSlot Hissohó! Hokuto no ken című multiplatform videójáték PlayStation 2-es változatán, és a 2005-ös Sega-Sammy játéktermi játék nyitódalaként is felcsendül. Az MMA-s Josh Barnett belépőszámként használta az Ai o torimodoszét, mikor részt vett a PRIDE Fighting Championships-on.
A zenét az évek során rengeteg együttes dolgozta már fel. Ilyen például az Animetal, akik az Animetal Marathon IV és a Decade of Bravehearts című albumukra is feltették a feldolgozásokat. Legutóbb Konno Hiromi (Kogami Akira álnévvel) és Siraisi Minoru dolgozták fel az Ai o torimodoszét, Ucsóten (有頂天) név alatt, a Lucky Star OVA epizódjának nyitányaként. A szám folytonos újításokon esett át, mikor az újonnan megjelenő, Hokuto no ken témájú filmek és videójátékok megkapták aláfestő zeneként. Josiszaki és Maszajuki is készítettek saját verziókat belőle.

### Videójátékok
A Hokuto no ken nagyon termékenynek bizonyult videójátékokat tekintve. Legelőször 1986-ban adott ki az Enix egy kalandjátékot belőle a PC-88-ra, Hokuto no ken címmel. A régebbi videójátékokat a Sega adta ki Mark III-ra és Sega Mega Drive-ra, valamint maga a Toei Animation is fejlesztett játékokat NES-re, Game Boy-ra és SNES-re. A nintendós címek oldalnézetes akciójátékok, szerepjátékok és kompetitív stílusú verekedős játékok voltak. Amerikában pár Hokuto no ken játék anélkül jelent meg, hogy az amerikai terjesztő licencelte volna a franchise címét. Ezért megváltoztatták a játékok címét és a szereplők neveit is, hogy elkerülhessék a jogi problémákat, ellenben a Nintendo konzoljaira kijött játékok amerikai változatai már a franchise címét viselték. Későbbiekben Hokuto no ken témájú játékok megjelentek több, újabb generációs konzolra is. Ilyen például a Sega Saturn, a PlayStation és a PlayStation 2, a Nintendo DS, de még arcade játékokat is készítettek belőle. Legutóbb a Koei készített belőle játékot Hokuto muszó címmel, mely egyben a spin-offja is a Dynasty Warriors című franchise-uknak. A játék 2010. március 25-én jelent meg Japánban, és november másodikán az Észak-Amerikai piacon is megjelent, ahol Fist of the North Star: Ken's Rage címmel forgalmazták. Európában 2010. november 5-én jelent meg.
Tradicionális játékok mellett a franchise egy MMORPG-t, számtlan pachinkót és pachislotot, de még gépelő szoftvereket is kitermelt, melyek nagy részét a Sega Sammy Holdings készítette.

## Fogadtatás
A Hokuto no ken egyike volt a Súkan Sónen Jump magazin legnépszerűbb címeinek az 1980-as években. Egy 2007-es felmérés szerint a mangasorozat minden idők tizenhetedik legjobban fogyó Jump-os címe Japánban. A TV Asahi által 2005-ben kiírt szavazás alapján a Hokuto no ken animesorozata a 26. helyen végzett a Top 100 Anime listán. A 2006-os második szavazáskor a 89. helyen végzett. A hírességi szavazáson 15. helyig jutott.
A manga világa és a bemutatott harcművészeti technikák több későbbi mangára is hatással voltak. A poszt-apokaliptikus világkép több sorozatot is megihletett, technikái pedig később felbukkantak mainstream sónenekben is. A Naruto című sorozatban például az egyik szereplő, Hjúga Nedzsi olyan technikákat vet be ellenfelei ellen, melyek az ellenfél belső pontjait veszik célba. A Hokuto no kenből paródiák is készültek. Az Excel Saga című humoros sci-fi főszereplője egy harcjelenetben Kensiró technikáival győzedelmeskedik ellenfele fölött. Kensiró Neked már véged van (お前はもう死んでいる Omae va mó sindeiru) egysorosa kultikussá emelte a karakterét a manga és anime rajongótábor körében.